# Coupe d'Islande de football 1989
La coupe d'Islande 1989 de football est la 30e édition de la Coupe nationale de football.
Elle s'est disputée du 29 mai 1989 au 27 août 1989, avec la finale jouée au Laugardalsvöllur à Reykjavik.
La Coupe revêt une haute importance puisque le vainqueur est qualifié pour la Coupe des Coupes (Si un club gagne à la fois le championnat et la Coupe, c'est le finaliste de la Coupe qui prend sa place en Coupe des Coupes).
Les 10 clubs de 1. Deild ne rentrent qu'en huitièmes de finale, alors que les clubs des divisions inférieures entrent au fur et à mesure des 3 tours préliminaires. Les équipes se rencontrent sur un  match simple. En cas de match nul, une séance de tirs au but détermine le vainqueur.
Le Fram Reykjavik gagne la 7e Coupe d'Islande de son histoire en battant en finale le KR Reykjavik et se qualifie du même coup pour la Coupe des Coupes. 

## Premier tour
| Équipe 1                  | Résultat | Équipe 2                     |
| ------------------------- | -------- | ---------------------------- |
| Grótta Seltjarnarnes      | 1 - 5    | ÍBV Vestmannaeyjar (D2)      |
| Leiftur Ólafsfjörður (D2) | 1 - 0    | Reynir Arskrofjordur         |
| AEgir þorlákshöfn         | 0 - 2    | UMF Njarðvík                 |
| UMF Skallagrimur          | 1 - 2    | Breiðablik Kopavogur (D2)    |
| Leiknir Fáskrúðsfjörður   | 2 - 0    | Sindri Hofn                  |
| Höttur Egilsstaðir        | 3 - 2    | Valur Reyðarfjörður          |
| Huginn Seyðisfjörður      | 2 - 2    | Einherji (D2)                |
| KS Siglufjörður           | 5 - 1    | UMFS Dalvík                  |
| Völsungur Húsavík (D2)    | 1 - 0    | Magni Grenivík               |
| Ernir Isafjörður          | 0 - 1    | Augnablik                    |
| Víðir Garður (D2)         | 0 - 0    | Snaefell                     |
| Hafnir Keflavík           | 3 - 1    | Afturelding Mosfellsbær      |
| IK Kopavogur              | 2 - 1    | IR Reykjavik (D2)            |
| Hvöt Blönduós             | 0 - 7    | Tindastoll Saudarkrokur (D2) |
| þrottur Reykjavik (D3)    | 2 - 0    | Haukar Hafnarfjörður (D4)    |
| UMF Grindavík (D3)        | 3 - 1    | Hamar Hveragerði             |
| Vikverji                  | 7 - 4 ap | Armann Reykjavik             |
| þrottur Norðfjörður       | 2 - 0    | Austri Eskilfjörður          |

## Deuxième tour
| Équipe 1                     | Résultat | Équipe 2                  |
| ---------------------------- | -------- | ------------------------- |
| Reynir Sandgerði             | 0 - 7    | Stjarnan Gardabaer (D2)   |
| Augnablik                    | 10 - 2   | Hafnir Keflavik           |
| Leiftur Ólafsfjörður (D2)    | 1 - 2    | Völsungur Húsavík (D2)    |
| Höttur Egilsstaðir           | 2 - 4    | Leiknir Fáskrúðsfjörður   |
| Víðir Garður (D2)            | 3 - 1    | IK Kopavogur              |
| þrottur Reykjavik (D3)       | 3 - 0    | UMF Njarðvík              |
| ÍBV Vestmannaeyjar (D2)      | 6 - 0    | Stokkseyri                |
| Arvakur Háskola              | 0 - 1    | Vikverji                  |
| UMF Selfoss (D2)             | 6 - 0    | Vikingur Olafsvik         |
| þrottur Norðfjörður          | 4 - 4    | Huginn Seyðisfjörður      |
| Tindastoll Saudarkrokur (D2) | 1 - 0    | KS Siglufjörður (D3)      |
| UMF Grindavík (D3)           | 3 - 2    | Breiðablik Kopavogur (D2) |

## Troisième tour
| Équipe 1                     | Résultat | Équipe 2                |
| ---------------------------- | -------- | ----------------------- |
| þrottur Reykjavik (D3)       | 4 - 0    | Vikverji                |
| UMF Grindavík (D3)           | 0 - 1    | Víðir Garður (D2)       |
| Tindastoll Saudarkrokur (D2) | 3 - 2    | Völsungur Húsavík (D2)  |
| Augnablik                    | 1 - 13   | ÍBV Vestmannaeyjar (D2) |
| Stjarnan Gardabaer (D2)      | 0 - 1    | UMF Selfoss (D2)        |
| Leiftur Fáskrúðsfjörður      | 0 - 3    | Huginn Seyðisfjörður    |

## Huitièmes de finale
- Entrée en lice des 10 équipes de 1. Deild

| Équipe 1                     | Résultat | Équipe 2                |
| ---------------------------- | -------- | ----------------------- |
| Valur Reykjavik (D1)         | 2 - 1 ap | Vikingur Reykjavik (D1) |
| þrottur Reykjavik (D3)       | 5 - 2 ap | Huginn Seyðisfjörður    |
| þor Akureyri (D1)            | 0 - 1 ap | ÍBV Vestmannaeyjar (D2) |
| Víðir Garður (D2)            | 0 - 0    | UMF Selfoss (D2)        |
| Tindastoll Saudarkrokur (D2) | 2 - 2    | KR Reykjavik (D1)       |
| KA Akureyri (D1)             | 0 - 1    | Fram Reykjavik (D1)     |
| FH Hafnarfjörður (D1)        | 1 - 6    | ÍA Akranes (D1)         |
| Fylkir Reykjavik (D1)        | 0 - 2 ap | ÍBK Keflavík (D1)       |

## Quarts de finale
| Équipe 1               | Résultat | Équipe 2                |
| ---------------------- | -------- | ----------------------- |
| þrottur Reykjavik (D3) | 2 - 3    | ÍBK Keflavík (D1)       |
| Valur Reykjavik (D1)   | 0 - 1    | KR Reykjavik (D1)       |
| ÍA Akranes (D1)        | 2 - 4    | ÍBV Vestmannaeyjar (D2) |
| Víðir Garður (D2)      | 1 - 2    | Fram Reykjavik (D1)     |

## Demi-finales
| Équipe 1                | Résultat | Équipe 2            |
| ----------------------- | -------- | ------------------- |
| ÍBK Keflavík (D1)       | 3 - 4    | Fram Reykjavik (D1) |
| ÍBV Vestmannaeyjar (D2) | 2 - 3    | KR Reykjavik (D1)   |

## Finale
| 27 août 1989 | Fram Reykjavik (D1)                              | 3 - 1 | KR Reykjavik (D1)   | Laugardalsvöllur, Reykjavik               |                                           |
|              | Guðmunður Steinsson 10e, 28e · Petur Ormslev 17e |       | Petur Petursson 14e | Spectateurs : 4 991 Arbitrage : Oli Olsen | Spectateurs : 4 991 Arbitrage : Oli Olsen |
|              | (Rapport)                                        |       |                     | Spectateurs : 4 991 Arbitrage : Oli Olsen | Spectateurs : 4 991 Arbitrage : Oli Olsen |

- Le Fram Reykjavik remporte sa 7e Coupe d'Islande et est qualifié pour la Coupe des Coupes 1990-1991.